# WBEZ
Koordinaten: 41° 53′ 56,1″ N, 87° 37′ 23,2″ W
WBEZ Chicago Public Radio ist eine US-amerikanische Public Radio Station aus Chicago im Bundesstaat Illinois. Sie gehört zum Chicago Public Radio. WBEZ ist für 5,7 kW auf UKW 91,5 MHz lizenziert. Es wird auch in HD Radio ausgestrahlt.

## Programm und Geschichte
Der Hörfunksender ging im April 1943 mit einem Lehrprogramm für die Chicago Public Schools auf Sendung. Die Station produziert für National Public Radio (NPR) u. a. das Programm Wait Wait…Don’t Tell Me! WBEZ war auch Medienpartner beim Third Coast Audio Festival. Ihre bekannteste Show ist This American Life.
Bevor sie Leiterin des ARD Studios Los Angeles wurde sammelte Nicole Markwald einige ihrer ersten journalistischen Erfahrungen bei WBEZ in Chicago.